# 福田ちづる
福田 ちづる（ふくた ちづる、1966年3月13日 - ）は、中京圏を拠点に活動するローカルタレント。愛知県豊川市出身、同県名古屋市在住。ゾーンプロモーション所属。

## 来歴
幼い頃から芸能界に憧れ、小学生で芸能プロダクションに、高校生からはモデル事務所に所属。
短大卒業後は数々のミスコンでタイトルを獲りながらモデルや展示会コンパニオン、企業受付として活動。
その後「いくつになっても仕事をしたい」との想いから、披露宴の司会者を目指し、プロダクションに所属。
披露宴司会者としてデビュー。
キャリアを重ねていくうちにテレビ・ラジオのリポーターにも挑戦し、多くのレギュラー番組、メインパーソナリティを務める。
2019年4月8日より、NHK総合（中部エリア7局ネット）毎週月曜から金曜の11:30から放送の『さらさらサラダ』のメインキャスターに抜擢される。それに合わせ、長年使用してきた「福田 知鶴」の芸名を「福田ちづる」へと変更することを発表した。
現在は『モーターゾーンTV』(テレビ埼玉・千葉テレビ・群馬テレビ・とちぎテレビ・岐阜放送・三重テレビ放送・びわ湖放送。奈良テレビ放送・テレビ和歌山)にメイン司会として出演中。

## 人物
- 得意分野：テレビの生中継と温泉・グルメリポート[3]。
- 好きなもの：アメ車、ムード歌謡とかるいお酒、家の中[3]
- 好きな言葉：「人生は、運とご縁とタイミング」[3]

### エピソード
- 結婚して子供も産んで、親の介護もしたという[2]。

## 出演

### テレビ番組
現在の出演番組
- モーターゾーンTV（テレビ埼玉・千葉テレビ・群馬テレビ・とちぎテレビ・岐阜放送・三重テレビ放送・びわ湖放送。奈良テレビ放送・テレビ和歌山）

過去の出演番組
- 福田ちづるのラ♡ぶらり（三重テレビ放送）[5]
- ミックスパイください（中部日本放送）
- サラリーマン・アワー 平成のオキテ（名古屋テレビ）
- 秀才組!土曜チェック（CBCテレビ）
- イヴの逆襲（名古屋テレビ）
- 金曜ドラマ ママの転勤（NHK）
- 海辺のタペストリー（名古屋テレビ）
- 興味のルツボ 〜ウィークエンドDADADA〜（CBCテレビ）
- オイシイのが好き! （テレビ愛知）
- 興味の生ルツボ（CBCテレビ）
- そこが知りたい 特捜!板東リサーチ（CBCテレビ）
- オイシイ!とこドリ（テレビ愛知）
- ぴーかんテレビ（東海テレビ）
- ケーブルナビゲーション イオン四日市北ショッピングセンタープレゼンツ 福田知鶴の口コミ情報局（チャンネルCTY）
- 売れっ子さん3（テレビ愛知、2020年7月11日）- 再現VTR「愛知のおしん！まるは食堂うめさん物語」うめさん役
- さらさらサラダ（NHK総合テレビ・東海北陸7県、2019年4月8日 - 2024年3月25日）[2][6]

### ラジオ番組
現在の出演番組
- つボイノリオの聞けば聞くほど（CBCラジオ）スポット出演

過去の出演番組
- メディアキング電波ファイター（CBCラジオ）
- Walk on SATURDAY 塩見啓一のそれもありだよね（CBCラジオ）
- ツー快!お昼ドキッ（CBCラジオ）
- 小堀勝啓の心にブギウギ! （CBCラジオ）
- 土曜天国 ぴかラジ（CBCラジオ）
- SUNDAY TOP INTERVIEW（FM AICHI）

### 講演実績
- 岡崎商工会議所
- パナソニック安全組合
- 各JC
- ライオンズ
- 愛知県印刷工業組合
- 名古屋文理大学
- ロータリー

### その他(イベント・司会・雑誌)
- 2021年11月 「KOUGEI EXPO  IN AICHI」にて福田ちづるのトークショー
- 2022年1月 田原市にて「福田ちづると巡るバスツアー」
- 2022年2月号 東海「じゃらん」おちょぼ稲荷 じゃらんツアーガイドとして福田ちづるが掲載
- 2023年3月 愛知県司法書士会セミナー司会「いとうまい子さんと『相続』を語る」
- 2024年2月 愛知県司法書士会セミナー司会「相続トーキ(登記)ンライブ！Vol.2」
- 読売Bizフォーラム中部 MC